# Ключевка (Пензенская область)
Ключевка — деревня в Городищенском районе Пензенской области. Входит в состав Юловского сельсовета.

## География
Деревня расположена в восточной части области на расстоянии примерно в 19 километрах по прямой к северо-западу от районного центра Городище.
Часовой пояс
Деревня Ключевка как и вся Пензенская область, находится в часовой зоне МСК (московское время). Смещение применяемого времени относительно UTC составляет +3:00.

## Население
| 2010 |
| ---- |
| 23   |

Национальный состав
Согласно результатам переписи 2002 года, в национальной структуре населения русские составляли 60 %, а мордва 37 % из 62 чел..